# Радванский, Анджей (учёный)
Анджей Радванский (псевдоним Станислав Завадский; 1800 — 20 мая 1860) — российский и польский физик и химик, педагог.
Родился в Тынце под Краковом в бедной католической семье родом из Енджеюва. В 1821 году окончил гимназию в Кельцах и затем два года работал учителем в гимназии в Калише. 12 сентября 1823 года поступил на философский факультет Варшавского университета (в ряде источников ошибочно указано, что в этом году он стал адъюнктом на кафедре физики Варшавского университета); будучи стипендиатом педагогического института, в 1826 году получил от Варшавского университета степень магистра философии; после получения степени некоторое время работал там же при физической лаборатории. В том же году получил право преподавать в школе в Кельцах.
В 1828 году стал адъюнктом физического кабинета Варшавского университета. В 1829 году основал издание технологических обзоров (редактировал 18 томов). С 1830 года был также адъюнктом минералогического кабинета Варшавского университета, исполняя эти обязанности до закрытия университета. С января 1829 по декабрь 1830 года редактировал основанное им же популярное издание технологических обзоров «Пяст» (вышло 18 томов). Одновременно был преподавателем в варшавской политехнической школе. После начала Ноябрьского восстания присоединился к польским повстанцам и руководил изъятием с варшавских фабрик селитры, из которой повстанцы делали порох. В июне 1831 года выступил с докладом о реорганизации системы школьного образования на созванной комиссии по делам религий и народного просвещения, подвергнув резкой критике существовавшую при российском правлении систему обучения. После разгрома восстания оказался в сложной ситуации и вынужден был стать уборщиком в университетском физическом кабинете.
В 1832 году получил место учителя в школе раввинов. В 1833 году вновь стал преподавателем физики в технической школе в Варшаве, откуда спустя год перешёл в Варшавскую гимназию. В 1835 году стал членом экзаменационной комиссии, оценивавшей квалификацию будущих учителей. В 1835—1836 годах опять преподавал в технической школе в Варшаве, в 1836—1842 годах был профессором физики и директором губернской гимназии. Впоследствии работал в Оссолинеуме, сотрудничал в «Варшавской библиотеке», где помещал статьи по физике и астрономии.
Из его сочинений известны «Принципы физики» (1837), «Органическая химия» (1841), «Мнения по организации высших школ» (1851), «Всеобщая история» (1852).